# Dawid Sarkisow
Dawid Sarkisow (sinh ngày 20 tháng 11 năm 1982) là một cầu thủ bóng đá Turkmenistan hiện tại thi đấu cho Aşgabat FK. Anh cũng có 16 lần ra sân cho đội tuyển quốc gia.

## Sự nghiệp câu lạc bộ
Từ mùa hè 2015, anh là cầu thủ của FC Ashgabat.

## Sự nghiệp quốc tế
Sarkisow có 16 lần ra sân thi đấu cho Turkmenistan, ở các trận đấu tại Cúp Challenge AFC 2012 và Vòng loại Giải vô địch bóng đá thế giới.

## Danh hiệu
Cúp Challenge AFC:
- Á quân: 2012